# Cayo Martin
Cayo Martin es el nombre que recibe una isla en la República de Cuba, localizada en el océano Atlántico en las coordenadas geográficas 22°36′50″N 78°59′16″O / 22.61389, -78.98778 y que depende administrativamente de la provincia de Villa Clara, al sur del Cayo Santa María y en el parque nacional del mismo nombre, al norte de Cayo Cortizo, al este de Cayo Ensenachos, y al oeste de Cayo Guillermo, 351 kilómetros al este de la capital del país La Habana.